# 小行星6511
小行星6511（6511 Furmanov）是一颗绕太阳运转的小行星，为主小行星带小行星。该小行星于1987年8月27日发现。

## 轨道参数
小行星6511的轨道半长轴为2.6012132 UA，离心率为0.124。